# بعضی دخترها (فیلم ۱۹۸۸)
بعضی دخترها (به انگلیسی: Some Girls) فیلمی محصول سال ۱۹۸۸ و به کارگردانی مایکل هافمن است. در این فیلم بازیگرانی همچون پاتریک دمپسی، جنیفر کانلی، شیلا کلی، لیلا کدرووا، فلوریندا بولکن و آندره گرگوری ایفای نقش کرده‌اند.